# Temesvári csata
A temesvári csatában a Bem József vezette magyar főerők katasztrofális vereséget szenvedtek a Haynau táborszernagy által irányított császári-királyi főseregtől 1849. augusztus 9-én. A csata az 1848–49-es forradalom és szabadságharc utolsó csatája lett; a visszavonulás során a magyar seregek harcrendje felbomlott, és a csapatoknak körülbelül a fele érkezett csak meg Lugosra, Haynau felmentette az ostromlott Temesvárt. Az ütközet után a szabadságharc további folytatása lehetetlenné vált, ezért a magyar seregtestek letették a fegyvert, a főerő Világosnál adta meg magát.

## Előzmények
Lásd még: szőregi csata
A magyar haderő szegedi összpontosításának szellemi szerzője, Dembinski került a délvidéki csoportosítás élére fővezérként, noha erre a posztra Vetter Antal volt az esélyesebb. Dembinski hírnevét már 1831-ben is egy visszavonulással szerezte, és úgy tűnt, hogy ezt a hírnevét a magyar szabadságharcban is öregbíteni kívánja. Lényegében harc nélkül kiürítette a szegedi sáncokat és Újszegeden is csak egy négy lövegből és néhány száz honvédből álló utóvédet hagyott hátra.
A szegedi sáncok kiürítésekor még nem volt veszve semmi, hiszen az Újszegedre átkelő császári csapatokat a Tiszába lehetett volna szorítani, de erre nem került sor. A hősiesen védekező maroknyi honvéd ellenállásának dacára Haynau lényegében zavartalanul megkezdte az átkelését Újszegedre. Ekkor még mindig nem veszett el minden. Dembinski a Tiszát a Marossal összekötő Szőregi töltésen foglalt állást; augusztus 5-én Haynau teljes haderejével megkezdte a felfejlődést a magyar csapatok ellen. A sikerre még ekkor is lett volna remény, hiszen ha a felfejlődő cs. kir. tüzérség ellen rohamra küldi a lovasságát, vagy ha a töltést rohamozó cs. kir. gyalogságot időben megtámadja, talán még győzhetett is volna -a lengyel fővezér azonban teljesen tétlen maradt. Pedig a harc során a magyar lovasság sorra verte vissza a cs. kir. lovasság rohamait, és a magyar tüzérség is az utolsó pillanatig tartotta állásait, és csak akkor vonult vissza, mikor az ellenséges gyalogság elfogással fenyegette. A szőregi csatavesztés után a magyar kormány többször is utasította Dembinskit, hogy Arad felé vonuljon vissza, hogy itt vívja meg a döntő csatát. Az aradi helyszínnek több előnye is volt:
- a Maros természetes védvonala
- az épségben magyar kézre került[2] Arad vára
- a többi elérhető magyar seregtest[3]
- a terület magyar többségű lakossága.

Dembinski azonban arra hivatkozva, hogy Vécseyt és Kmetyt is csatlakoztatnia kell, Temesvár felé vonult vissza, miközben az olasz légió Alessandro Monti vezetésével hősies utóvédharcokban fedezte a sereg visszavonulását. A magyarok kimerülten és demoralizáltan érkeztek Temesvár alá augusztus 9-én, ahol a Kossuth Lajos által frissen fővezérré kinevezett Bem József vette át a fővezérséget.

## A csata lefolyása

### Harc a kedvezőbb pozíciókért

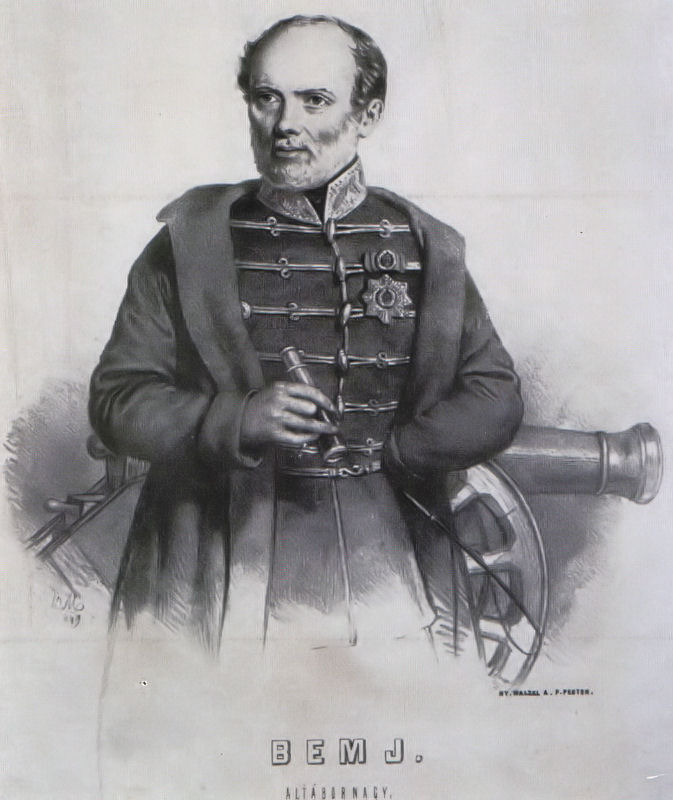
Bem József, magyar fővezér a temesvári csatában

#### A magyar haditerv
A magyar hadsereg felállítása meglehetősen szerencsétlen volt. Kisbecskereknél, ahonnan a cs. kir. támadást lehetett várni, csupán a hadsereg néhány lovasszázadból és 4 lövegből álló utóvédje foglalt állást. A frissen csatlakozott Kmety-hadosztály a balszárnyon, Szakálházánál állt fel, ettől északkeletre Gál László ezredes X. hadteste, mellette a centrumban a Guyon Richárd vezérőrnagy vezette IV. hadtest, a jobbszárnyon pedig Dessewffy Arisztid vezérőrnagy IX. hadteste. A centrum és a jobbszárny csapatainak egy része már a Csóka- és a Vadász-erdőben tanyázott. Temesvárt a Vécsey Károly vezérőrnagy vezette V. hadtest fogta körül. Ennek gyalogságából több zászlóaljat Guyon csapataihoz csatolt Bem.
A hadsereg további visszavonulását meglehetősen kétségessé tette az a tény, hogy a Csóka- és a Vadász-erdő közötti nyílt téren Lugos felé tartó kisbecskerek-temesvári és arad-temesvári utak mindegyike közvetlenül a cs. kir. helyőrség által védett temesvári erőd felé vezetett.

#### A császáriak haditerve
Haynau tábornagy ezen a napon nem számított komolyabb összeütközésre, és seregét Kisbecskereknél szándékozott összpontosítani. Franz von Schlik tábornok I. hadtestének Vingára kellett vonulnia, hogy elvágja az arad–temesvári utat. A Franz von Liechtenstein vezette tartalék hadtest feladata Hodony és Mercyfalva megszállása volt. A Ramberg vezette III. hadtestnek Kisbecskereket, jobbszárnyi oszlopának Szakállházát kellett megszállnia. A Wallmoden vezette lovashadosztálynak a III. hadtest elővédjeként Temesvár felé kellett erőszakos kémszemlét intéznie. Panyutyin 9. orosz gyaloghadosztályának a tüzér főtartalékkal együtt szintén Kisbecskereket kellett megszállnia.

### A harc kibontakozása

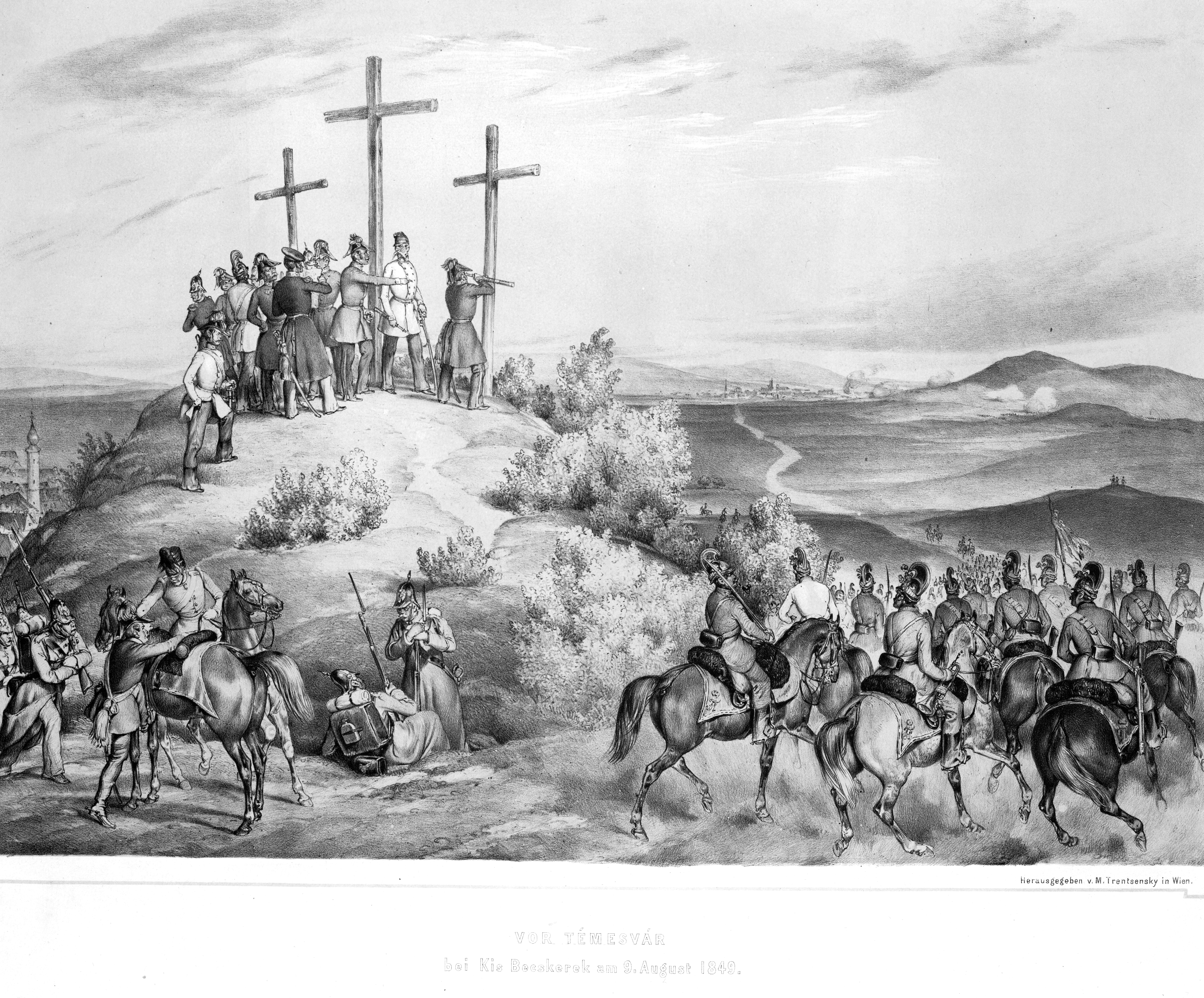
Haynau 1849 augusztus 9-én Kis-Becskereknél a törzskarával

A Wallmoden-hadosztály reggel fél 9 tájban ütközött a Kisbecskerektől északra álló magyar utóvédbe, s rövid ágyúharc, illetve átkaroló művelet után a Nyárád-patak mögé kényszerítette azt. Rövidesen megérkezett Kisbecskerekre, s megkezdte a szétbontakozást a III. hadtest is. Haynau az orosz hadosztállyal és a tüzértartalékkal szintén Kisbecskerekre érkezett, s további előnyomulásra utasította csapatait. Miután ezt egy, a Nyárád-patak mögött felálló magyar üteg akadályozta, Haynau négy üteget tolt előre, s ezekkel kereszttűzbe fogta a magyar lövegeket.
Haynau észrevette a magyar előrenyomulást, ő maga is támadásra utasította csapatait, és két tizenkét fontos üteget küldött előre a temesvári országúttól keletre. Bem válaszul a Nyárád-patakon átküldött hat század huszárral és egy üteggel oldalba fogta a cs. kir. balszárny ütegeit, amelyek kénytelenek voltak visszavonulni, sőt, a felfejlődőben lévő orosz gyalogságot is összezavarták. Haynau 14 lovasszázaddal és egy üteggel verte vissza a támadást. Ugyanakkor parancsot küldött Liechtensteinnek, hogy a tartalék hadtesttel vonuljon Szentandrásra, és fogja oldalba a magyar jobbszárnyat.
Bem tüzérsége olyan élénken lőtte a felvonuló cs. kir. csapatokat, hogy lőszere egyhamar fogytán volt. Amikor pótlásért küldött, kiderült, hogy Dembiński a fővezérség átadásánál egy valamit nem közölt vele, azt, hogy a lőszertartalékot már elküldte Lugosra. Bem ezért utasította Kmety György ezredest, hogy nyomuljon előre a balszárnyon. Kmety előre is küldte a lovasságát és lovastüzérségét, de ezt a támadást egy vértesezred visszaverte, sőt, három löveget el is foglalt. Egy újabb magyar huszárosztag és egy másik üteg oldalba fogta a vérteseket, mire azok az ágyúkat hátrahagyva visszavonultak.

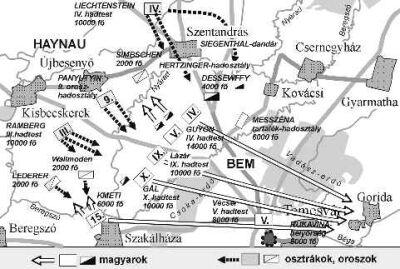
A temesvári csata

Ekkor már magyar részről 120, osztrák részről 108 löveg működött, azonban a nagyszabású ágyúharc hirtelen félbemaradt, mert elfogyott a magyar municíó. Haynau ezt észlelve elrendelte az általános előnyomulást. Abban reménykedett ugyanis, hogy rövidesen megérkezik Liechtenstein tartalék hadteste. Délután 5 óra tájban ez meg is történt, pont a legrosszabbkor. Liechtenstein egyik hadosztályával a szentandrás-temesvári, a másikat az arad-temesvári úton nyomult előre. Ezek lassan előretolták tüzérségüket, s szemből és oldalról lőtték az itt álló IX. hadtestet. A magyar tüzérség a lőszerhiány miatt kénytelen volt visszavonulni a Nyárád-patak bal partjára. Ezen Perczel Mór tábornok próbált meg segíteni olyan módon, hogy a IX. hadtest zászlóaljait előre küldte az Újbesenyő előtti magaslatok ellen. Miután azonban senki sem állt az élükre, a zászlóaljak a cs. kir. tüzérség tüzében visszavonultak a Nyárád-patak innenső partjára.

### A kedvezőtlen fordulat
Bem a lőszerhiány tudatában újabb előnyomulásra utasította Kmetyt, ő maga pedig a jobbszárnyra vágtatott. Ekkor azonban szerencsétlenségére felbukott a lovával és eltörte vállperecét, mire a kísérete hátravitte a tűzvonalból. Ezzel délután fél 5 és 5 óra között gyakorlatilag minden központi irányítás megszűnt a magyar seregnél.
Liechtenstein csapatainak előnyomulását Dessewffy Arisztid az összevont lovassággal, mintegy két huszárezreddel és 3 üteggel próbálta meg felfogni. Az ellenséges ütegek azonban megtették a hatásukat. Előbb a magyar harcrend második vonalában álló, többnyire újoncokból álló, kaszával felfegyverzett csapatok kezdtek hátrálni, majd a IV. és a IX. hadtest harcedzett, de megfogyatkozott zászlóaljai is. Végül Dessewffy is kénytelen volt visszavonulni a lovassággal, ha nem akarta azt kockáztatni, hogy a cs. kir. csapatok elmetszik a visszavonulás útjától. A cs. kir. fősereg csak gyengén üldözte a magyar sereget.

## Visszavonulás
Ekkor az utóvéd ütegénél termett Perczel Mór tábornok, s utasította, hogy lője az üldöző cs. kir. lovasságot. Az üteg tett is néhány lövést, mire a cs. kir. tüzérség rettenetes össztüzet zúdított a Vadász-erdő és a Csóka-erdő között visszavonuló magyar csapatokra. Hatalmas pánik tört ki, és Lugoson a közel 60 000 főnyi seregből alig 30 000 fő gyűlt össze, de saját parancsnokaik ezekről is kijelentették, hogy az első puskalövésre szét fognak szaladni. A IX. hadtest létszáma az elkövetkező egy hétben 16 000-ról 7000 főre apadt le. Haynau serege 6-7000 hadifoglyot ejtett, a magyar hadseregnek ekkora vesztesége eddig csak a téli hadjárat három hónapja alatt, 8-10 ütközetben volt.

## Összegzés
A szabadságharc megnyerésére ugyan már a csata előtt sem volt lehetőség, de a vereség után nyilvánvalóvá vált, hogy a magyar hadsereg még olyan taktikai előnyöket sem tud kiharcolni, amelyek birtokában feltételekhez köthetné a kapitulációt. A magyar részről eddig folytatott korlátozott célú háború  tehát kudarcba fulladt, és a további ellenállás felesleges lett volna.

## Képgaléria

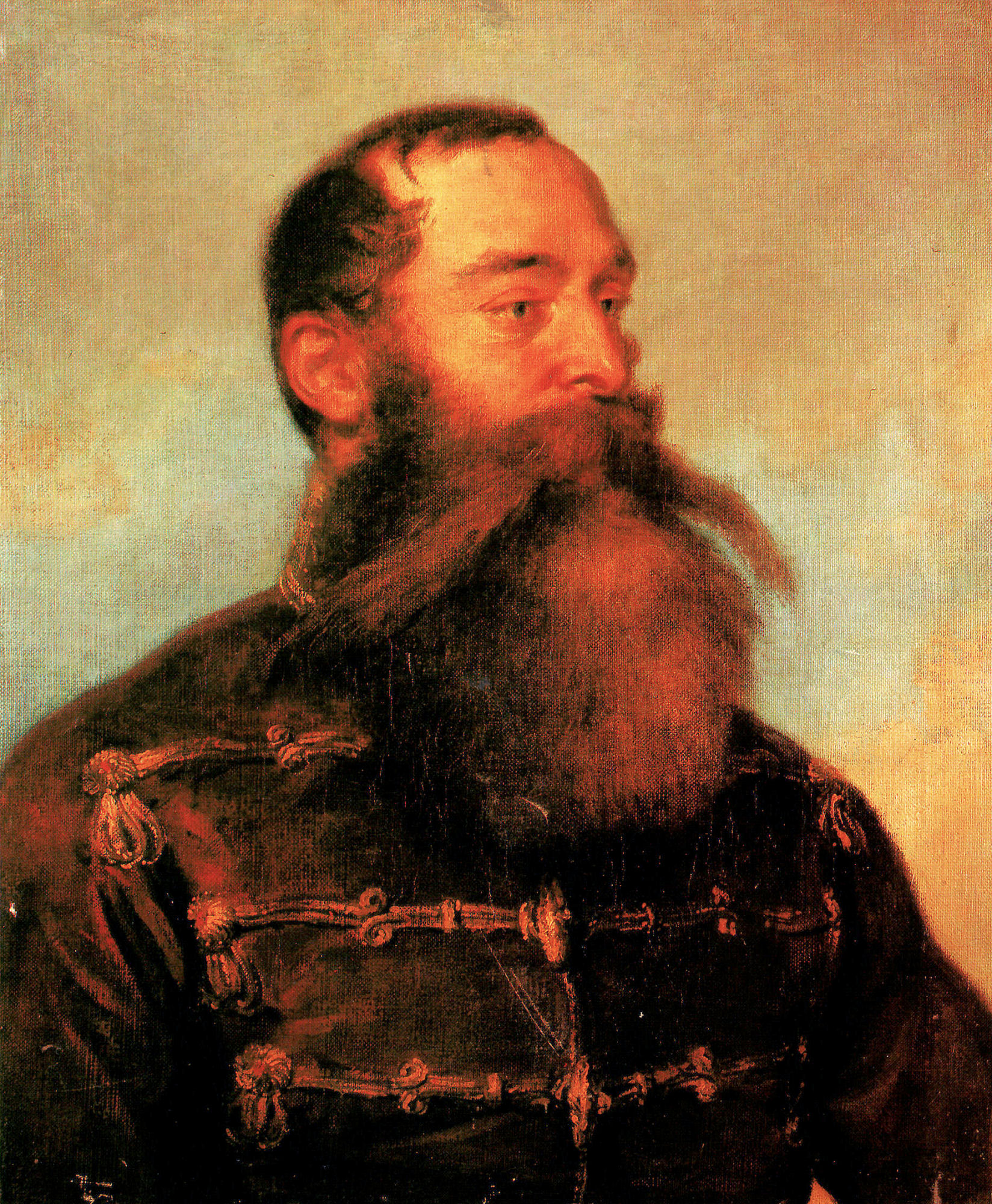
Kmety György hadosztályparancsnok Brocky Károly olajfestményén
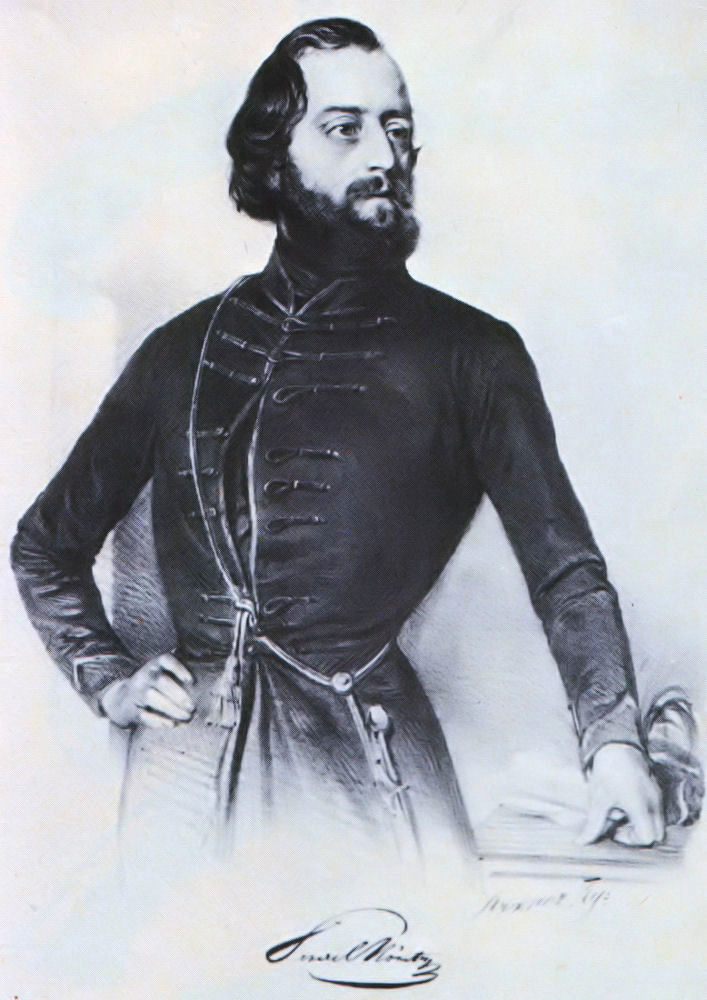
Perczel Mór magyar tábornok
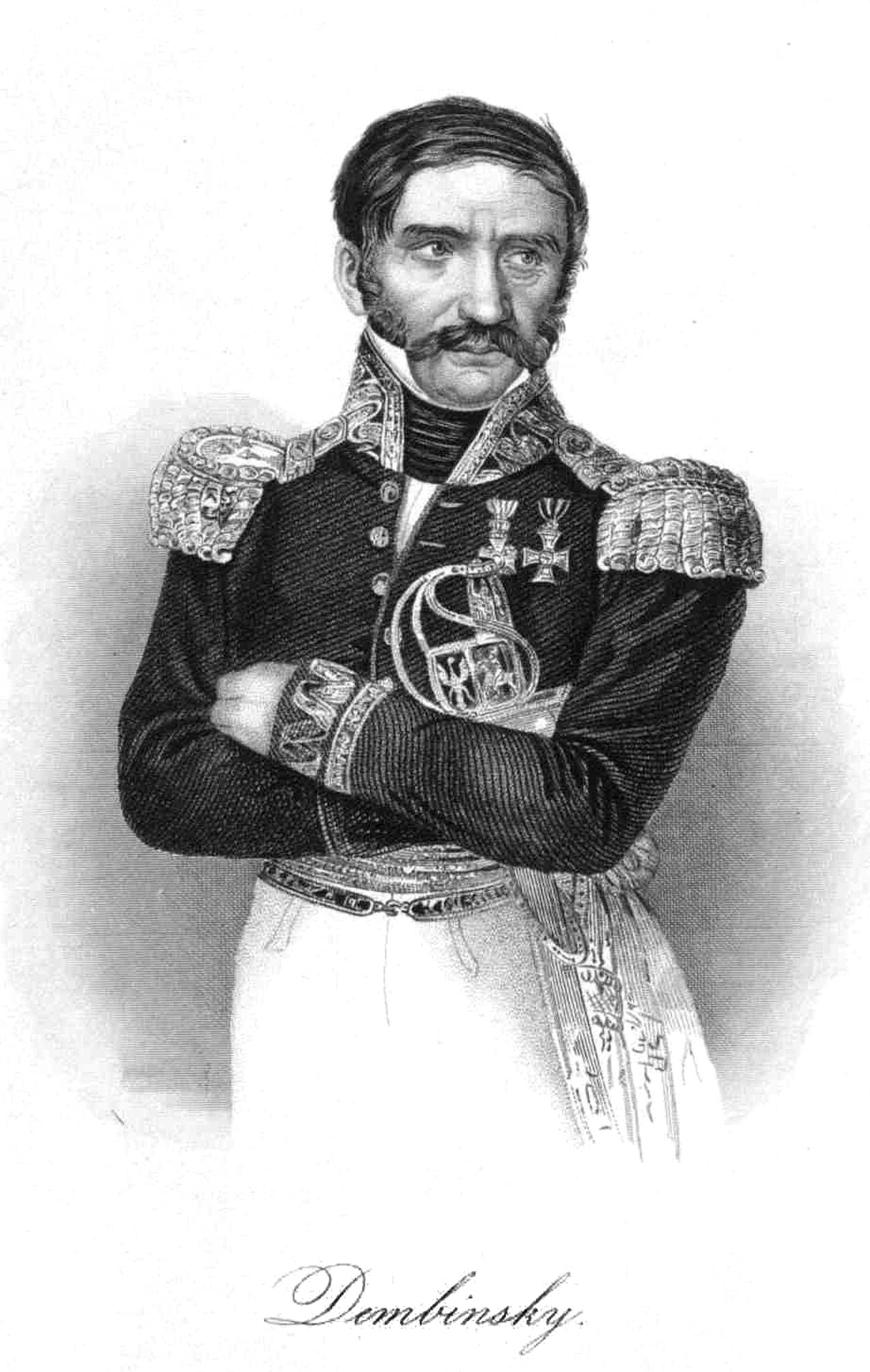
Henryk Dembiński, két alkalommal is a magyar csapatok fővezére, mindkét alkalommal 1-1 vesztes csata köthető a nevéhez,[5] és szerepe volt a temesvári csata elvesztésében is
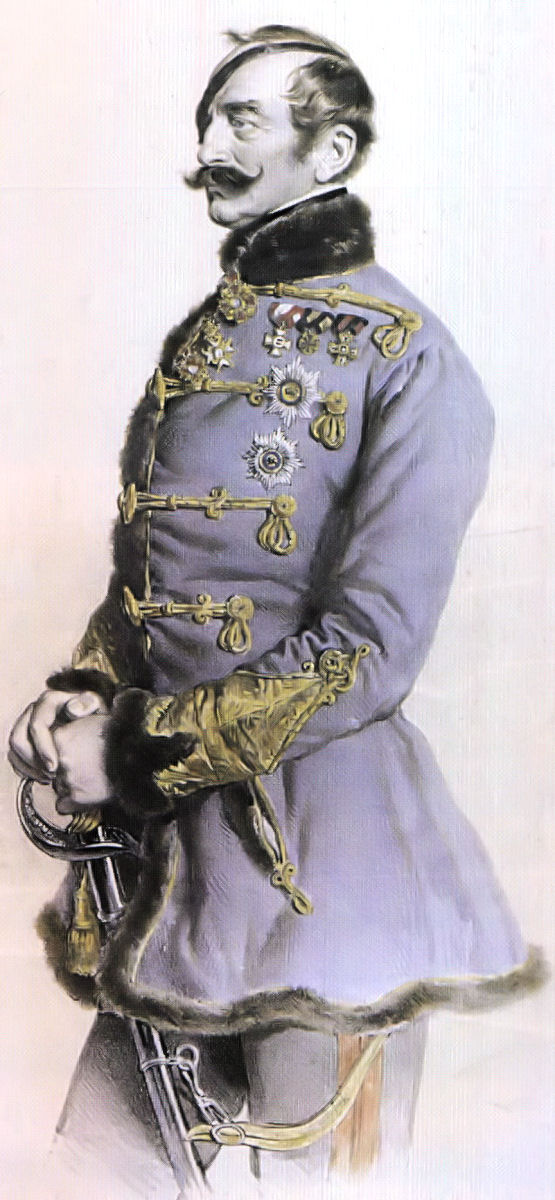
Franz von Schlik tábornok, az I. hadtest parancsnoka
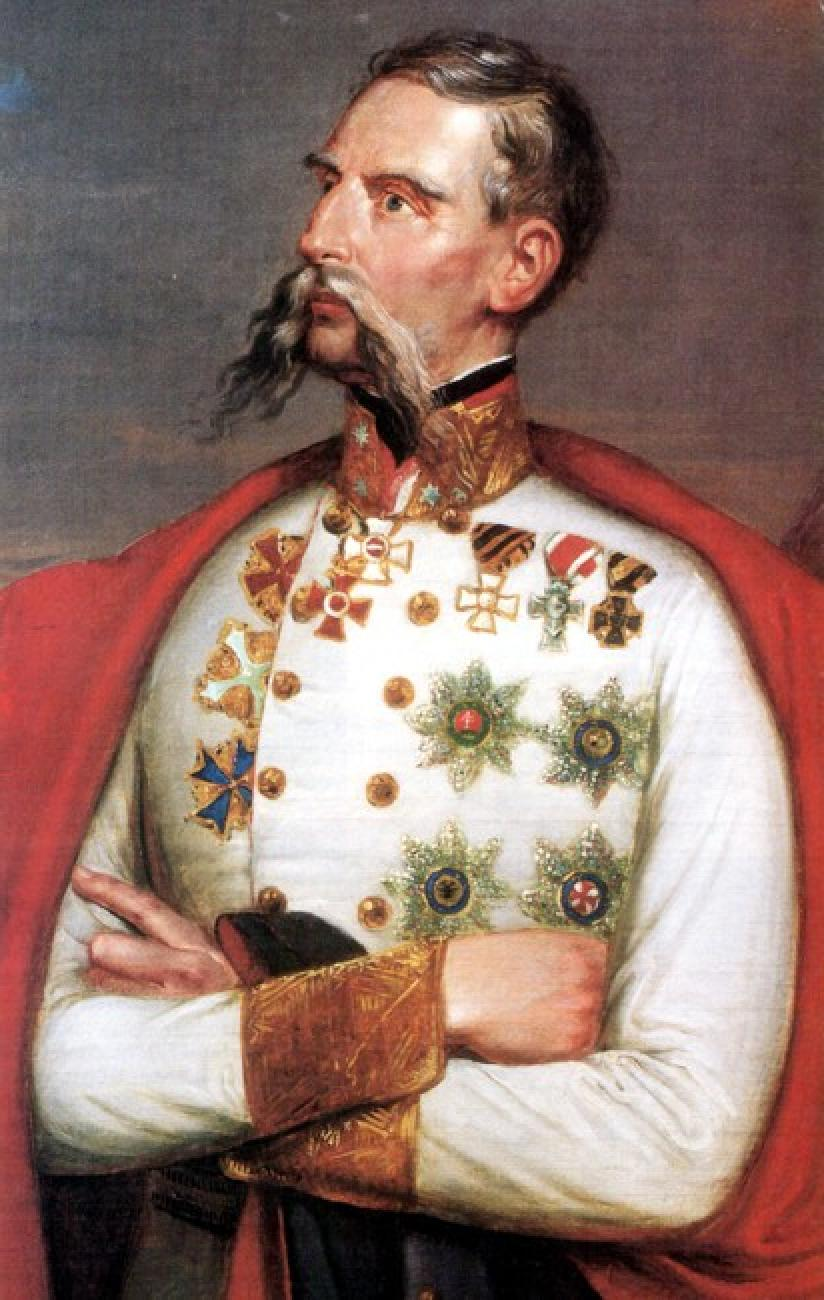
Julius Jacob von Haynau tábornagy, a császári erők fővezére a temesvári csatában
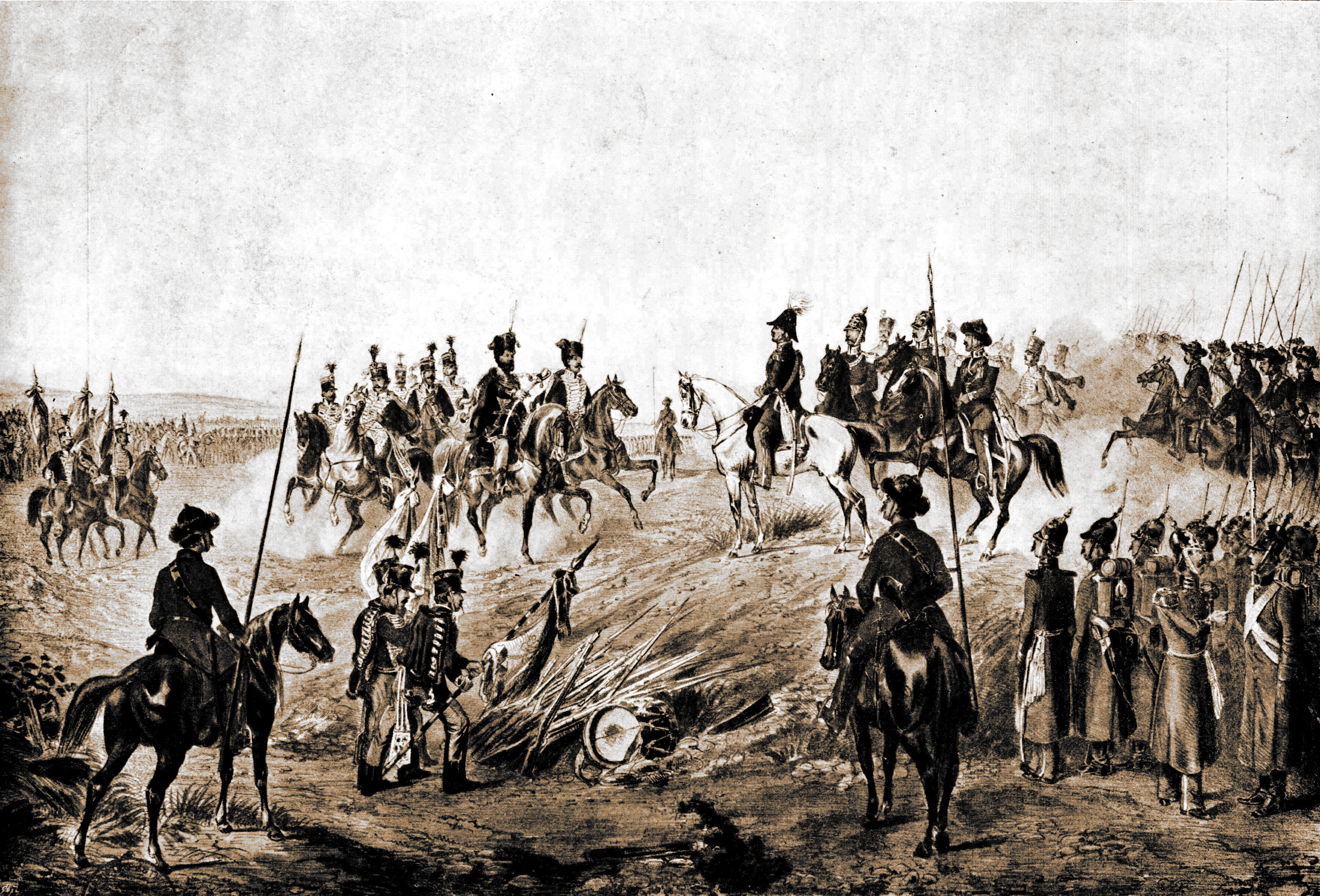
Kőnyomat Görgei kapitulációjáról
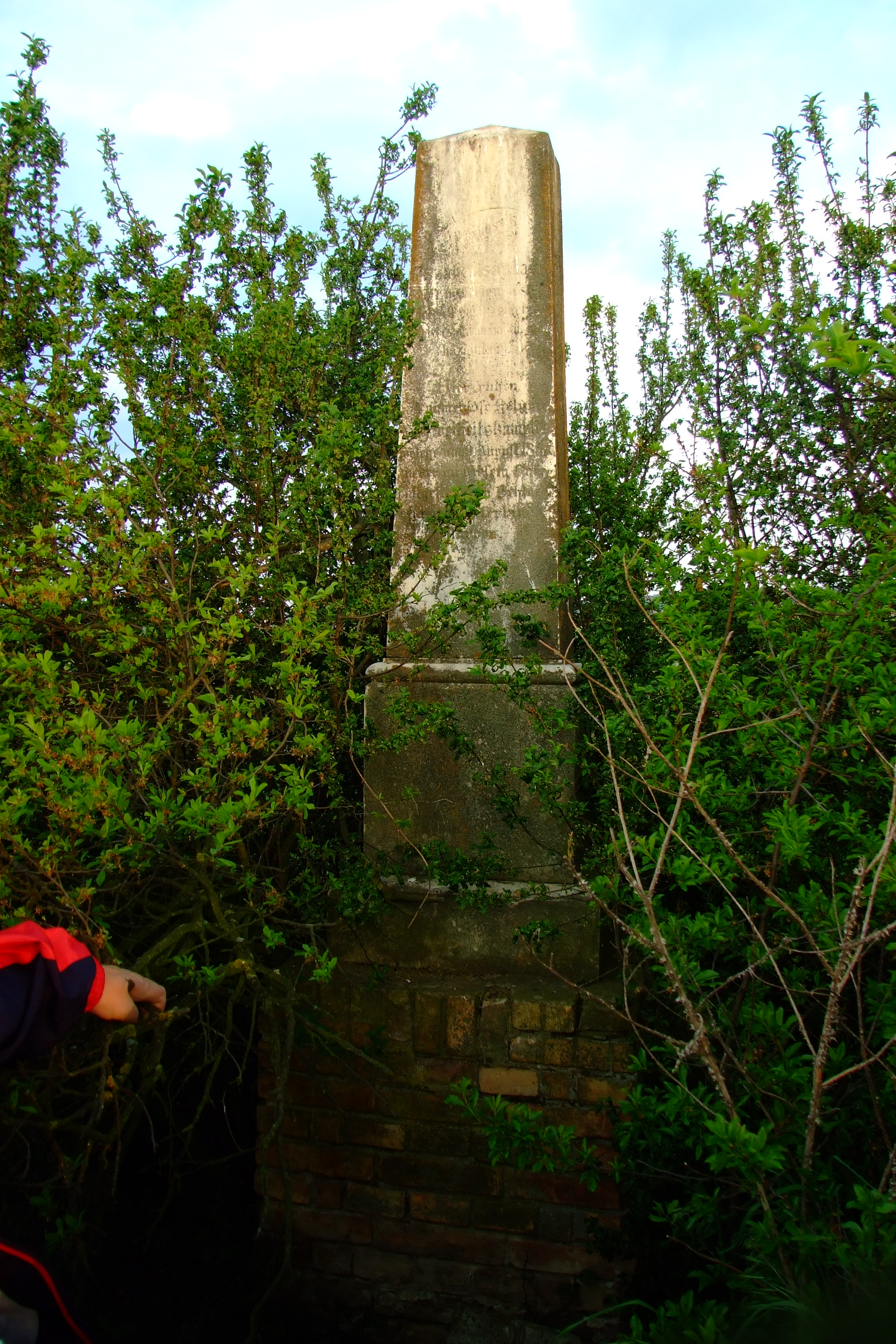
A temesvári csata romos emlékműve napjainkban